# Szombierki Bytom
Szombierki Bytom is een Poolse voetbalclub uit Szombierki, een stadsdeel van Bytom in het zuiden van het land. Thuiswedstrijden worden in het Szombierski stadion gespeeld dat 20.000 plaatsen heeft. De club speelde 26 seizoenen in de Poolse hoogste klasse, waarvan de laatste keer in 1993 was. De club is afkomstig uit Somzbierki, wat tot 1951 een zelfstandige gemeente was. 

## Geschiedenis
De club werd op 21 februari 1919 opgericht door als KS Poniatowski door enkele Polen in het Duitse Schomberg. In het voorjaar van 1920 won de club met 4-1 van Polonia Beuthen. De club speelde in de lagere reeksen Opper-Silezische competitie. Nadat enkele spelers deelnamen aan de derde Silezische opstand en sommigen van hen omkwamen kwam er een referendum in Opper-Silezië. Hoewel Schomberg voor Polen koos bleef het dorp toch bij Duitsland omdat het aangrenzende Beuthen voor Duitsland koos en men geen exclaves wilde. De Duitse regering besloot om de Poolse club op hun grondgebied te verbieden en de club verdween.
Na de Tweede Wereldoorlog moest Duitsland Opper-Silezië afstaand aan Polen en werd Schomberg nu Szombierki. De club werd heropgericht als RKS Szombierki en speelde in 1947, 1949 en 1950 al in de hoogste klasse. Nadat Szombierki in 1951 een stadsdeel van Bytom werd, het vroegere Beuthen, wijzigde de naam enkele jaren later in Szombierki Bytom. De club speelde van 1963 tot 1993 met enkele seizoenen onderbreking in de hoogste klasse en werd in 1965 vicekampioen en in 1980 kampioen. Na de degradatie in 1993 slaagde de club er tot dusver niet meer in terug te keren.
In juli 1997 fuseerde de club met rivaal Polonia en speelde als Polonia/Szombierki Bytom verder. Na één seizoen werd de fusie door onenigheden echter ongedaan gemaakt, maar het was Polonia dat de plaats in de tweede klasse behield en Szombierki ging in de derde klasse spelen en degradeerde ook daar. In 2006 en 2007 volgden opnieuw twee degradatie op rij. Van 2013 tot 2016 speelde de club nog in de vierde klasse en speelt sindsdien in de vijfde klasse.

## Erelijst
- Landskampioen
  - 1980

## Naamsveranderingen
- 1919 – KS Poniatowski
- 1945 - RKS Kopalnia Szombierki
- 1949 - ZKS Górnik Bytom-Szombierki
- 1957 - Górniczy KS Szombierki Bytom
- 1997 - Polonia/Szombierki Bytom
- 1999 - TS Szombierki Bytom

## Szombierki in Europa
Uitslagen vanuit gezichtspunt Szombierki Bytom
| Seizoen | Competitie  | Ronde | Land                           | Club        | Totaalscore | 1e W    | 2e W    | PUC |
| ------- | ----------- | ----- | ------------------------------ | ----------- | ----------- | ------- | ------- | --- |
| 1980/81 | Europacup I | 1R    | Vlag van Turkije               | Trabzonspor | 4-2         | 1-2 (U) | 3-0 (T) | 2.0 |
|         |             | 1/8   | Vlag van Bulgarije (1971-1990) | CSKA Sofia  | 0-5         | 0-4 (U) | 0-1 (T) | 2.0 |
| 1981/82 | UEFA Cup    | 1R    | Vlag van Nederland             | Feyenoord   | 1-3         | 0-2 (U) | 1-1 (T) | 1.0 |

Totaal aantal punten voor UEFA coëfficiënten: 3.0

## Overzicht seizoenen
| Competitie  | Aantal | Periode (1947-2020)                                                         |
| ----------- | ------ | --------------------------------------------------------------------------- |
| Ekstraklasa | 26     | 1947, 1949-1950, 1963-1972, 1973-1984, 1987-1989, 1992-1993                 |
| I liga      | 23     | 1947-1948, 1951-1959, 1962-1963, 1972-1973, 1984-1987, 1989-1992, 1993-1997 |
| II liga     | 3      | 1960-1962, 1997-1998                                                        |
| III liga    | 11     | 1998-2006, 2013-2016                                                        |
| IV Liga     | 7      | 2006-2007, 2011-2013, 2016-....                                             |

## Bekende (oud-)spelers
- Roman Ogaza

Ekstraklasa ·
I liga ·
II liga ·
III liga ·
Puchar Polski ·
Puchar Ekstraklasy ·
Poolse supercup ·
PZPN ·
Nationaal voetbalelftal